# Данијел Крејг
Данијел Крејг (енгл. Daniel Craig; Честер, 2. март 1968) је енглески глумац.

## Биографија
Глумачку каријеру започео је наступајући у позоришту пошто је 1991. завршио Школу за музику и драму "Гилдхол" у Лондону. Његов филмски првенац била је америчка драма Моћ појединца из 1992, а убрзо након тога играо је епизодне улоге у неколико британских серија. Потом је наступио у Дизнијевом породичном филму Клинац на двору краља Артура (1995) и историјској драми Елизабета (1998) уз Кејт Бланчет.
Пажњу филмске јавности привукао је изведбама у драмама Љубав је ђаво (1998), Ров (1999) и Како бити нормалан? (2000) која му је донела Британску независну филмску награду за најбољег глумца у главној улози. Након тога уследиле су улоге у високобуџетним пројектима попут блокбастера Лара Крофт: Пљачкаш гробница (2001) са Анџелином Џоли, криминалистичких трилера Пут без повратка и У вртлогу злочина (2002) и политичког трилера Минхен (2005) у режији Стивена Спилберга.
Светску славу стекао је као шести глумац коме је поверена насловна улога у популарном серијалу филмова о британском шпијуну Џејмсу Бонду. Упркос скептицизму јавности који је уследио након што је најављено да је Крејг преузео улогу Бонда од свог претходника Пирса Броснана, Казино Ројал из 2006. наишао је на позитивне реакције критичара и остварио већу зараду од свих претходних филмова у серијалу. Његова изведба била је номинована за неколико награда, укључујући и БАФТУ за најбољег глумца у главној улози. Наставци Зрно утехе (2008) и Скајфол (2012), тренутно најпрофитабилнији филм у серијалу, такође су наишли на позитивне критике и остварили добру зараду. Четврти филм у коме је Крејг репризирао улогу Бонда, Спектра, премијерно је приказан 2015. године. Пети и последњи пут се појавио у тој улози у филму Није време за умирање из 2021. године.
Поред Џејмс Бонд серијала овај период његове каријере такође су обележиле улоге у филмовима Озлоглашен (2006), Златни компас (2008), Пркос (2008), Мушкарци који мрзе жене (2011) и Нож у леђа (2019).

## Филмографија
| Филмови             |                                      |               |                         | |
| Година              | Српски назив                         | Изворни назив | Улога                   | Напомене |
| 1992.               | Моћ појединца                        |               | наредник Бота           | |
| 1995.               | Клинац на двору краља Артура         |               | Master Kaneгосподар Кејн           | |
| 1997.               | Опсесија                             |               | Џон Макхејл             | |
| 1997.               | Ледена кућа                          |               | Енди Маклахлин          | ТВ филм |
| 1998.               | Љубав је ђаво                        |               | Џорџ Дајер              | |
| 1998.               | Љубав и бес                          |               |                         | |
| 1998.               | Елизабета                            |               | Џон Балард              | |
| 1999.               | Ров                                  |               | наредник Телфорд Винтер | номинација - Британска независна филмска награда за најбољег глумца у главној улози |
| 2000.               | Како бити нормалан?                  |               | Реј                     | Британска независна филмска награда за најбољег глумца у главној улози |
| 2000.               | Хотел Сплендид                       |               | Роналд Бланш            | |
| 2000.               | Сањала сам Африку                    |               | Деклан Филдинг          | |
| 2001.               | Лара Крофт: Пљачкаш гробница         |               | Алекс Вест              | |
| 2001.               | Мач части                            |               | Гај Краучбек            | ТВ филм |
| 2002.               | Копенхаген                           |               | Вернер Хајзенберг       | ТВ филм |
| 2002.               | Десет минута старији: Виолончело     |               | Сесил                   | |
| 2002.               | Пут без повратка                     |               | Конор Руни              | |
| 2003.               | Силвија                              |               | Тед Хјуз                | |
| 2003.               | Мајка                                |               | Дерен                   | номинација - Британска независна филмска награда за најбољег глумца у главној улози |
| 2004.               | У вртлогу злочина                    |               |                         | номинација - Награда Емпајер за најбољег британског глумца |
| 2004.               | Неуништива љубав                     |               | Џо                      | номинација - Британска независна филмска награда за најбољег глумца у главној улози |
| 2005.               | Минхен                               |               | Стив                    | |
| 2005.               | Арханђел                             |               | Кристофер Келсо         | ТВ филм |
| 2005.               | Без наде                             |               | амерички војник         | |
| 2005.               | Лудачка кошуља                       |               | Руди Макензи            | |
| 2006.               | Казино Ројал                         |               | Џејмс Бонд              | Награда Емпајер за најбољег глумца номинација - БАФТА за најбољег глумца у главној улози номинација - Награда Сатурн за најбољег глумца (филм)                                                                                               |
| 2006.               | Ренесанса                            |               | Бартелеми Карас         | глас |
| 2006.               | Озлоглашен                           |               | Пери Смит               | номинација - Награда Спирит за најбољег глумца у споредној улози |
| 2007.               | Златни компас                        |               |                         | |
| 2007.               | Инвазија                             |               | Бен                     | |
| 2008.               | Сећање једне будале                  |               | Џо Скот                 | |
| 2008.               | Пркос                                |               | Тувија Белски           | |
| 2008.               | Зрно утехе                           |               | Џејмс Бонд              | номинација - Награда Емпајер за најбољег глумца |
| 2011.               | Каубоји и ванземаљци                 |               |                         | |
| 2011.               | Кућа из снова                        |               |                         | |
| 2011.               | Авантуре Тинтина: Тајна једнорога    |               | Сахарин/Ред Ракам       | глас и покрети |
| 2011.               | Мушкарци који мрзе жене              |               | Микаел Блумквист        | номинација - Награда Емпајер за најбољег глумца |
| 2012.               | Скајфол                              |               | Џејмс Бонд              | Награда Удружења телевизијских филмских критичара за најбољег глумца у акционом филму номинација - Награда Емпајер за најбољег глумца номинација - Награда Сатурн за најбољег глумца (филм) номинација - МТВ филмска награда за најбољу тучу |
| 2015.               | Спектра                              |               | Џејмс Бонд              | |
| 2015.               | Ратови звезда: Буђење силе           |               | Стормтрупер ФН-1824     | непотписани камео |
| 2019.               | Нож у леђа                           |               | детектив Беноа Блан     | |
| 2021.               | Није време за умирање                |               | Џејмс Бонд              | |
| 2022.               | Нож у леђа: Стаклени лук             |               | детектив Беноа Блан     | |
| 2025.               | Нож у леђа 3                         |               | детектив Беноа Блан     | |
| 2026.               | Летописи Нарније: Чаробњаков сестрић |               | Ендру Кетерли           | |
| Телевизијске серије |                                      |               |                         | |
| 1993.               | Шарпов орао                          |               | поручник Бери           | ТВ филм |
| 1993.               | Зоро                                 |               | поручник Хидалго        | 2 епизоде |
| 1993.               |                                      |               | Фикс                    | Епизода: |
| 1993.               | Пустоловине младог Индијане Џоунса   |               | Шилер                   | Епизода: |
| 1993.               | Између редова                        |               | Џор Ранс                | Епизода: |
| 1993.               | Откуцај срца                         |               | Питер Бег               | Епизода: |
| 1993.               | Други екран                          |               | поручник Гут            | Епизода: |
| 1996.               | Наши пријатељи са севера             |               | Џорди Пикок             | мини-серија |
| 1996.               | Мол Флендерс                         |               | Џејмс „Џими“ Сигрејв    | ТВ филм |
| 1996.               | Приче из гробнице                    |               | Бари                    | Епизода: |
| 1997.               | Глад                                 |               | Џери Причард            | Епизода: |
| 1993.               | Уживо суботом увече                  |               | домаћин                 | Епизода: Данијел Крејг/Мјуз |